# NGC 2984
NGC 2984 (również IC 556, PGC 27838 lub UGC 5200) – galaktyka soczewkowata (S0), znajdująca się w gwiazdozbiorze Lwa. Odkrył ją William Herschel 15 marca 1784 roku.